# Rudolf Heinrich Weber
Rudolf Heinrich Georg Weber (* 16. August 1874 in Zürich; † 3. August 1920 in Rostock) war ein deutscher Mathematiker, Physiker und Hochschullehrer.

## Leben und Wirken
Rudolf Heinrich Weber wurde 1874 als Sohn des Mathematikers Heinrich Martin Weber in Zürich geboren. Mit seinem Vater arbeitete er später gelegentlich zusammen, so beispielsweise bei der Herausgabe von Gauß’ Principia generalia theoriae figurae fluidorum in statu aequilibrii.
Nach seiner Schulzeit begann er um das Jahr 1895 sein Studium in Straßburg, wo er Mitglied der schwarzen Verbindung Makaria wurde. Nach dem Sommer-Semester 1896 wechselte er nach Göttingen an die Georg-August-Universität, wo er bis 1899 seine Studien fortsetzte. 1899 wurde er in Straßburg promoviert. In Göttingen war er Verkehrsgast der Verbindung und späteren Burschenschaft Holzminda, später dann deren Ehrenmitglied. 1902 ging er als Privatdozent der Physik an die Universität Heidelberg, wo er 1907 eine außerordentliche Professur für Physik an nahm. Doch schon im gleichen Jahr wechselte er die Universität.
Die Entwicklung der außerordentlichen Professur für Physik an der Universität Rostock und ihre Umwandlung in eine ordentliche Professur für Theoretische Physik sind eng mit Rudolf Heinrich Weber verknüpft. So war er ab 1907 der erste Vertreter einer außerordentlichen Professur für Mathematische Physik / Angewandte Mathematik / theoretische Physik an der Universität Rostock. Dort wurde er gleichzeitig Institutsdirektor des Physikalischen Instituts. Kurz vor seinem Tod 1920 erhielt er 1919 in Rostock eine ordentliche Professur.
Im Ersten Weltkrieg nahm er als Leutnant und Funker der Telegrafentruppe teil. Er war Lehrer der Funkerschule für Offiziersausbildung in Ruhleben (Telegraphenschule) und bei der Armeefunkerabteilung 16.

## Familie
Am 16. August 1907 heiratete Weber in Marburg Helene Gertrud Bauer (* 5. August 1880 in Königsberg (Preußen); † 10. Dezember 1930) eine Tochter von Max Bauer.

## Publikationen (Auswahl)
- Über die Anwendung der Dämpfung durch Inductionsströme zur Bestimmung der Leitfähigkeiten von Legirungen. Dissertation (Strassburg), Leipzig 1899.
- Elektromagnetische Schwingungen in Metallröhren. Habilitation (Heidelberg), Leipzig 1902.
- Allgemeine Grundlagen einer Theorie der Gestalt von Flüssigkeiten im Zustande des Gleichgewichts. von Carl Friedrich Gauß. Leipzig 1903. (als Übersetzer)
- Angewandte Elementar-Mathematik als Band 3 von: Encyklopädie der Elementar-Mathematik. Leipzig 1907. (unter anderem mit seinem Vater zusammen herausgegeben)
- Mathematische Physik. (Band 3 Teil 1 der Encyklopädie der Elementar-Mathematik.) 2. Aufl., Leipzig 1910.
- Repertorium der Physik. Leipzig 1915. (Mitherausgeber)

## Auszeichnungen
- Im Ersten Weltkrieg[10]:
  - Eisernes Kreuz II. Klasse
  - Ritterkreuz II. Klasse mit Schwertern des Ordens vom Zähringer Löwen
  - Mecklenburg-Schwerinsches Militär-Verdienstkreuz II. Klasse